# Préfecture de Dabola
La préfecture de Dabola est une subdivision administrative de la Guinée. Elle dépend de la région de Faranah et la ville de Dabola en est le chef-lieu.

## Subdivision administrative
La préfecture de Dabola est subdivisée en neuve (9) sous-préfectures: Dabola-Centre, Arfamoussaya, Banko, Bissikrima, Dogomet, Kankama, Kindoye, Konindou et Ndéma.

## Géographie
La préfecture de Dabola est située au centre du pays entre la Moyenne-Guinée et la Haute-Guinée. Elle est de limitée au Nord par la préfecture de Dinguiraye, à l'Ouest par celle de Mamou, à l'Est par celle de Kouroussa, au Sud par celle de Faranah.

## Population
En 2016, la préfecture comptait 193 716 habitants.

## Galerie

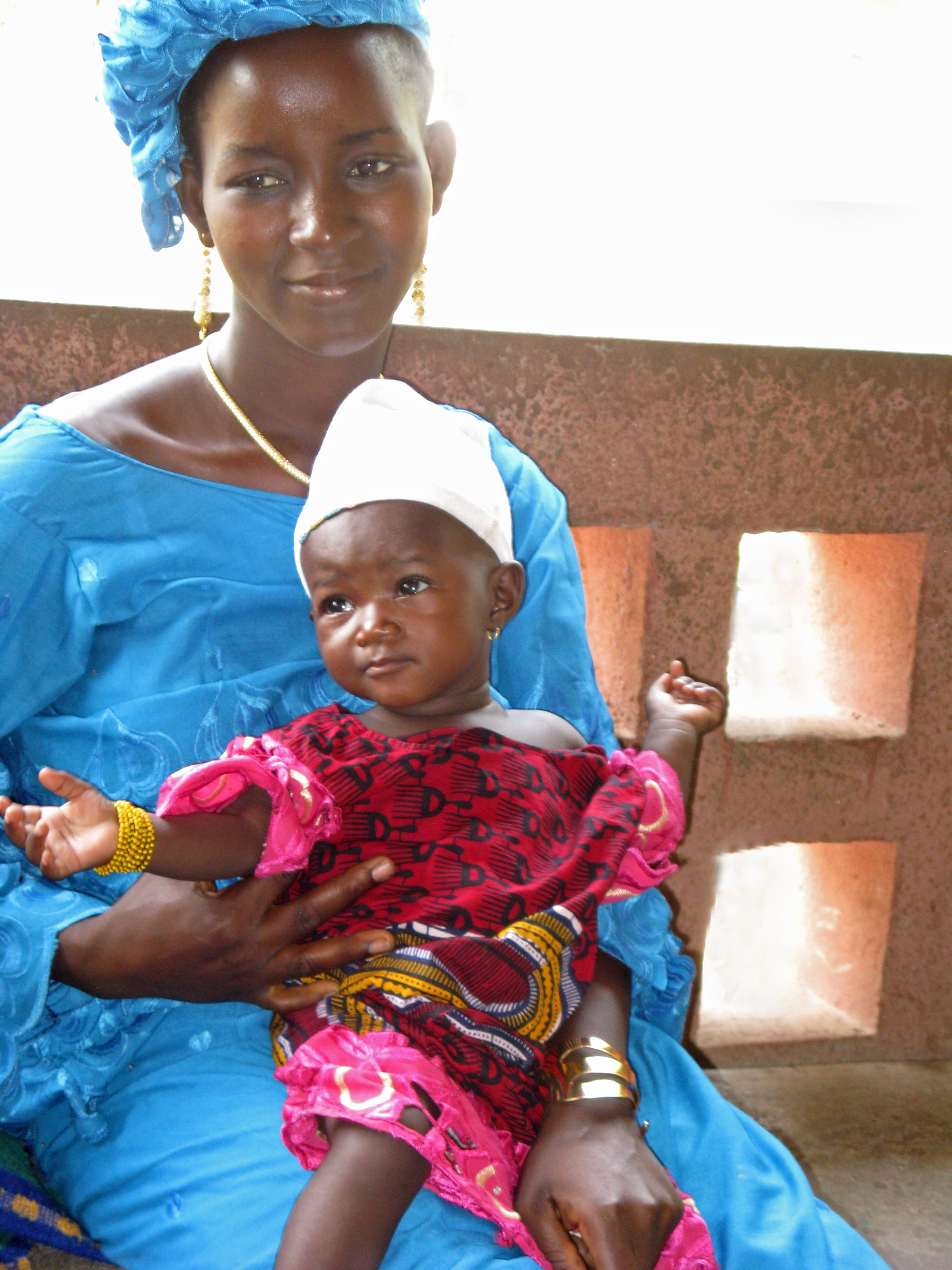
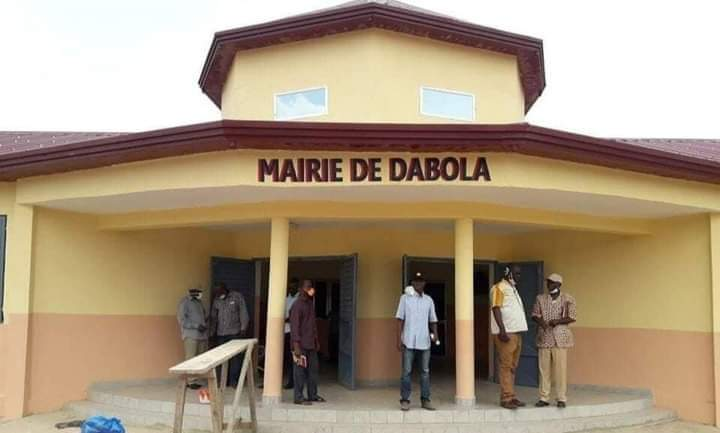
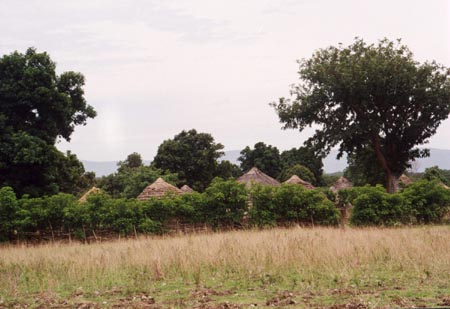
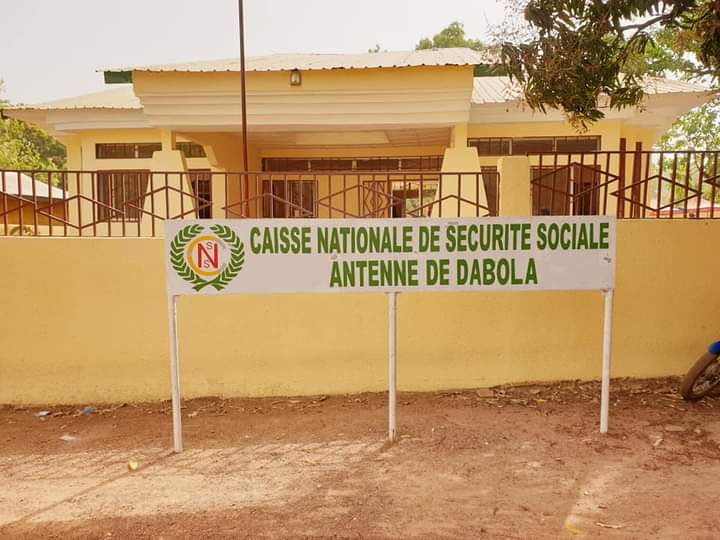